# Мамчич Олеся Олександрівна
Оле́ся Олекса́ндрівна Ма́мчич (нар. 28 січня 1981, Київ) — українська письменниця, перекладачка, редакторка, пише для дорослих і дітей.  Учасниця різноманітних антологій, фестивалів. Співорганізаторка численних літературних імпрез. Працює в польсько-українському культурному проєкті "Посестри" (Краків).

## Життєпис
Народилася 28 січня 1981 в Києві у родині інженерів. У дитинстві Олеся ходила до художньої студії, займалася гімнастикою і танцями. Свої перші вірші почала писати у 6 років. [Архівовано 30 вересня 2020 у Wayback Machine.]
Перша публікація — в 1992-му (на той час мала 11 років) у журналі «Соняшник». Закінчила відділення «Літературна творчість» Київського університету ім. Т. Шевченка, втрапивши у першу експериментальну групу цього напрямку. У 2021 — 22 навчальному році в межах стипендійної програми Кіркланд навчалася в Ягеллонському університеті (Краків).

## Творчий доробок
Авторка поетичних збірок:
- «Перекотиболе» (Пульсари, 2005);
- «Обкладинка» (Електрокнига, 2014);
- «Сонце пішло у декрет» (Смолоскип, 2014);
- «Ідеальний дім» (написана в 2018-2020 рр, не видана)
- «любов беззахисна як ніж» (Крок, 2023)

Авторка книг для дітей:
- «А на нас упав ананас» (Грані Т, 2013);
- «Тиранозавр Оленка» (Фонтан казок, 2017);
- «Хто з'їв мою піжаму?» (Ранок, 2018);
- «Електромобіль Сашко» (Ранок, 2018);
- «Іванна і ванна» (Ранок, 2019);
- «Ким працюватиме Яся» (Ранок, 2019);
- «ВосьмиЩОСЬ» (Видавництво Старого Лева, 2020);
- «Олениця біжить по морю» (Портал, 2020);
- «Як правильно ревіти» (Ранок, 2021);
- «Овва як бува. Абетка з історії України» (Портал, 2021);
- «Казкові світлини» (у співавторстві з Танею Горюшиною та Турчиною Юлією, Скандинавська дигітальна бібліотека, Стокгольм, 2022).

Окремі вірші перекладені англійською, польською, іспанською, французькою, кримськотатарською, словацькою, грузинською, румунською, російською, литовською, латиською, естонською, білоруською мовами та івритом, публікувалися в літературних часописах і антологіях Польщі, Литви, Латвії, Іспанії, Великої Британії, Румунії, Ізраїлю.
Співорганізаторка альтернативного шкільного проекту «БеркоШко».
Вірші Мамчич для дітей за оновленою програмою вивчають у молодшій школі.
Свого часу Іван Андрусяк спостеріг неметафоричність першої книжки авторки — «Перекотиболе»; своєрідною антитезою до неї можна б уважати збірку «Обкладинка», зі складнішою, подекуди герметичною, образною системою. Найновіші ж твори постають гармонійним синтезом попередніх способів письма. Присвячені очевидним речам і подіям, вірші містять тонку загадку для читача: скільки триває декрет для сонця і що це взагалі — зеніт чи затемнення?..
В авторчиній дійсності органічно співіснують вияви архаїчного світогляду, та підпорядковано їх мисленню сучасної людини, схильної до ґротеску. Тут кіт перетворюється на водопровідний кран («буває») та майструється, наче саморобка, річка з лейблом «Ганнуся» (цикл «галі ткачук»). Змальовуючи взаємозаміщення традиційних символів (сад — хороми — терем), авторка здатна підсумувати: «<…> обхопиш голову руками / а голови нема» («повернення»).
Попри увагу до парадоксів, провідний мотив книжки — прозорість. Ідеться про особливість предмета — наприклад, прозорість крижаних «кришталевих палаців» — супермаркетів («Києвобережна Україна») чи потойбічних вікон, які «небом засклені» («Пам'яті Софійки Ковальчук, 4 роки»). Мова також і про виняткову відкритість у спілкуванні, трактовану на декількох рівнях. Ліричний суб'єкт не раз озвучує найпотаємніші запитання: «хто з нас вірить у свою смерть?» («безсмертні»). У медитації «нічого такого» висновкові про щасливий відхід у небуття передує унаочнення, «анатомічний розтин» людського світу, де «між серцем і серцем автобан». З другого боку, персонаж порушує проблеми прозорості як вмотивованості й контрольованості громадського життя («доброго ранку, країно моя земна…», «трохи революційної поезії»).
Ясністю вирізняється й мова Мамчич. Силабо-тонічні вірші розбудовано на легких для сприйняття, але неодноманітних ритмах. Верлібри, до яких тяжіє авторка, мають струнку композицію. Афористичність, у якій письменниця завжди була віртуозною, доповнено наголошеними деталями, як-от в етюді «Замок восковий». Певною мірою всі вміщені тут поезії — такі собі «казки навиворіт». Це трактати про природу речей, викладені так, щоб їх збагнули і малюк, і дорослий, який, звикнувши до абсурду, поглибить віру в дивовижне.

## Анотації
«Олеся Мамчич — не лише талановита письменниця, а ще й мама двох чудових дівчаток, Іванки і Варварки. Мудра і весела мама, яка в душі залишилася дитиною, тому за допомогою віршиків цієї збірки запросто порозуміється з кожним маленьким читачем та всією його родиною. Адже найкраща дитяча поезія виходить тоді, коли вірш, писаний „по-дорослому“ хвацько й майстерно, насправді справляє таке враження, ніби його створила сама дитина. Поезія Олесі Мамчич саме така — ігрова, весела, іноді трохи розбишацька, іноді дуже ніжна, але завжди сонячна, щира й безпосередня. Збірка віршів „А на нас упав ананас“ потішить усю вашу родину».
«Тиранозавр Оленка» — друга збірка для дітей однієї з найяскравіших сучасних молодих поетес Олесі Мамчич. Мама двох чудових дівчаток, вона не лише все знає про те, хто мешкає в будиночку із зірками, який найкращий подарунок для люстерка, які нозі йдуть у школу і в кого носи незрівнянної краси, — а ще й прописує все це неймовірно хвацько, грайливо, весело і в найкращих традиціях сучасної поетики. Книжка-перевертун. Низка віршів із книжки включена до нової шкільної програми для вивчення в четвертому класі".
«Тільки електричні вітряки можуть перемогти дракона. Тож електромобіль Сашко та велосипединка Юля вирушають на пошуки цих дивовижних створінь. Сповнене фантазії та гумору оповідання Олесі Мамчич знайомить юних читачів із сучасними еко-технологіями та запрошує подивитися на добре відомі речі по-новому».
«Одного вечора у звичайній родині стається надзвичайна подія — зникає жовта піжама! Власнику піжами, допитливому хлопчику, доводиться перетворюватися на детектива й розпочати розслідування. Хто ж з'їв піжаму: мама, тато, старша сестра, молодший братик чи Той, Хто Живе Під Диваном?».

## Відзнаки
- Лауреатка фестивалю дитячої творчості «Таланти твої, Україно», Одеса (1992 р.);
- Лауреатка поетичного фестивалю «Молоде вино» (2001);
- Отримала стипендію мера Києва для обдарованої молоді (2001);
- Отримала грант Президента України для творчої молоді (2004);
- Лауреатка Бієннале актуальних мистецтв України Форуму творчої молоді України (2004);
- Лауреатка премій «Культреванш» (2004) та «Благовіст» (2006);
- Переможниця конкурсу «Урба-перехрестя» (1 місце, 2014 рік);
- Книжка «Восьмищось» перемогла в номінації «Перша книжка малюка» (Топ Барабуки — 2020);
- Книжка «Овва як бува. Абетка з історії України» перемогла у номінації «Література для дітей від 0 до 6» BookForum Best Book Award (2021);
- 2021-22 рр - стипендистка Lane Kirkland Scholarship Program (Kraków, Poland);
- Відзнака "Амбасадорка української дитячої літератури у світі" від ТОПу "БараБуки" (2022);
- Премія імені Лесі Українки  (2022) у категорії Літературі твори для дітей та юнацтва за книгу віршів «Як правильно ревіти?»[4]

## Цитати
«Вірші народжуються в тій частині тіла, що відповідає за сон. Поезію найкраще читати, коли всі вдома сплять. Тоді ліпше відчуваєш».

## Громадська позиція
У червні 2018 підтримала відкритий лист діячів культури, політиків і правозахисників із закликом до світових лідерів виступити на захист ув'язненого у Росії українського режисера Олега Сенцова й інших політв'язнів.

## Публікації
- «Соняшник», 9 жовтня 1992 р.
- альманах «Ренесанс», № 3, 1993 р.
- «Малятко», 7 липня 1995 р.
- альманах «Ластовенятко» (К.: Веселка, 1995)
- «Українське слово» (Париж, 1-8 січня 1995 р.)
- «Чорний біль Чорнобиля» (Торонто, 1997 р.)
- альманах «Гранослов», 1997 р.
- «Жива вода», № 5, травень 1998 р.
- «Літературна Україна», 10 вересня 1998 р.
- «Літературна Україна», 13 травня 1999 р.
- «Ліцей», № 2, 2002 р.
- альманах «Вітрила», 2000 р.
- альманах «Вітрила», 2001 р.
- «Сучасність», квітень 2002 р.
- «Зоря Полтавщини», 23 липня 2002 р.
- «Вітчизна», липень-серпень 2002 р.
- «Київ», жовтень 2002 р.
- «Дзвін», жовтень 2002 р.
- альманах «Колекція», 2002 р.
- альманах «Ауровіль», № 2, 2000—2003 рр.
- «Дзеяслоў», Мінськ, № 5, 2003 р. (переклад на білоруську Міхася Скобли)
- Karogs, № 9, 2003, Рига
- Forums, № 12 вересня 2003 р., Рига
- Siaures atenai, № 14, 2007 р. Вільнюс
- «Київська Русь», книга 7, 2006 р.
- антологія поезії двотисячників «Дві тонни», 2007 р.
- вебчасопис «Схід-Захід», № 2, 1 травня 2008 р., http://zahid-shid.net/index.php?rt=prostor&num=2&start=4 [Архівовано 10 червня 2015 у Wayback Machine.]
- вебчасопис «Українська християнська культура», 24 квітня 2008 р. https://web.archive.org/web/20150610231338/http://christian-culture.in.ua/content/view/74/51/
- вебчасопис «Українська християнська культура», 16 червня 2008 р. https://web.archive.org/web/20150610221842/http://christian-culture.in.ua/content/view/119/38/
- вебчасопис «Hotel» http://web.znu.edu.ua/99/hotel-k.php?num=50 [Архівовано 10 червня 2015 у Wayback Machine.]
- «Міт'ан», № 15 ст. 52, 2009, Ізраїль, переклад на іврит Антона Паперного
- вебчасопис «ha-Хотем», № 4 Ізраїль, переклад на іврит Антона Паперного https://web.archive.org/web/20130929020232/http://hahotem.com/Page.asp?MenuID=138&PageID=942
- бібліотечний портал «Поетика» http://poetyka.uazone.net/mamchych/index.phtml [Архівовано 5 березня 2016 у Wayback Machine.]
- Журнальный зал/Сибирские огни, № 10, 2009 р., переклад на російську Наталі Бельченко http://magazines.russ.ru/sib/2009/10/be12.html [Архівовано 26 жовтня 2013 у Wayback Machine.]
- «Слово Просвіти», 13 січня 2010 р.
- антологія 14 Форуму видавців у Львові, другого Міжнародного літературного фестивалю
- антологія християнської лірики «на лузі Господньому», 2007
- серія «Християнська читанка»: «Весняна книжка», 2011, «Зимова книжка», 2009, «Золота книжка», 2012, «Дарунок святого Миколая», 2012
- «Пізнайко» http://posnayko.com.ua/parents/literatur/vesna.html [Архівовано 16 жовтня 2015 у Wayback Machine.]
- Червоне і чорне. Антологія українських поеток XX століття, 2011
- Скринька зі шпаргалками. Англійські дієслова у віршах та малюнках, 2012 (поетична частина)
- Ангели. Дерева. Люди. Християнська поезія, 20013
- Alarum, 8 серпня, переклад на російську Наталі Бельченко  2013 р.,http://alarum.16mb.com/2013/08/pahne-vitrom-nad-tilom-br-iz-perekladiv-natali-bel-chenko/%5Bнедоступне+посилання+з+вересня+2019%5D
- Квіткова антологія, 2013
- «Однокласник», № 3, 2014 р.
- «Малятко», жовтень 2014 р.
- «Малятко», листопад 2014 р.
- «Літопис самовидців. Дев'ять місяців українського спротиву», К.: Комора, 2014
- Jauna Gaita, № 277, vasara 2014, USA (переклад на латиську Яніса Елсбергса)
- Wschód — Zachód. Wiersze z Ukrainy i dla Ukrainy, red. i tłum. Aneta Kamińska, Pobocza Peryferii, Miejskie Centrum Kultury, Bydgoszcz 2014
- Журнал «Шо», № 1, 2015 https://web.archive.org/web/20160805233722/http://sho.kiev.ua/article-sho/256972
- «Перезевантаження: Бандерштатна антологія» (Луцьк, 2015)
- http://literaturairmenas.lt/2016-02-18-nr-3559/3145-vertimai/4907-olesia-mamcic [Архівовано 6 травня 2016 у Wayback Machine.] (переклад із литовської Сари Пуассон)
- https://biggggidea.com/project/ya-na-tebe-chekatimu-pid-kase-dra/blog/1114/ (вірші)
- The Frontier: 28 Contemporary Ukrainian Poets — An Anthology, 2018 (переклад на англійську Анатолія Кудрявіцького)

## Про ув'язнення Олександра Кравцова під час Євромайдану
- Колонка Олесі Мамчич на Укрправді [Архівовано 27 листопада 2014 у Wayback Machine.] (переклад цієї статті  англійською [Архівовано 21 червня 2014 у Wayback Machine.])
- Колонка Олесі Мамчич в «Україні молодій» [Архівовано 17 грудня 2014 у Wayback Machine.]
- відео та статті до дня Валентина [Архівовано 25 листопада 2014 у Wayback Machine.]
- Кохані вітають арештованих з Днем Валентина [Архівовано 18 січня 2017 у Wayback Machine.]
- французьке тв
- чеське тв [Архівовано 5 грудня 2014 у Wayback Machine.]
- польське тв [Архівовано 5 грудня 2014 у Wayback Machine.]
- тв[недоступне посилання з липня 2019]
- словацькою
- трохи в італійському сюжеті про Україну [Архівовано 4 грудня 2014 у Wayback Machine.]
- Виступ Олександра Кравцова на віче, лютий 2014
- (англ.)Torture Stokes Fear and Resolve as Ukraine Standoff Deepens [Архівовано 9 квітня 2014 у Wayback Machine.]
- на початку сюжету про заручників [Архівовано 5 грудня 2014 у Wayback Machine.]
- Письменники на Майдані, або "Писати так, щоб діти не мали шансу стати «тітушками» [Архівовано 4 грудня 2014 у Wayback Machine.]
- Передрук «визвольного» посту Олександра Кравцова у фб [Архівовано 5 грудня 2014 у Wayback Machine.]
- Колонка Олени Захарченко на Укправді [Архівовано 27 листопада 2014 у Wayback Machine.]
- «Факти» за 5 лютого 2014 року [Архівовано 5 грудня 2014 у Wayback Machine.]
- Радіо  «Свобода» про апеляційний суд та літературний марафон на підтримку [Архівовано 9 вересня 2014 у Wayback Machine.]
- УКРАЇНА: АКТИВІСТІВ «АВТОМАЙДАНУ» ВІДПУСКАЮТЬ ПІД ДОМАШНІЙ АРЕШТ [Архівовано 31 січня 2017 у Wayback Machine.]
- (рос.)Закон об амнистии: что думают родственники задержанных активистов Майдана [Архівовано 7 березня 2014 у Wayback Machine.]

### Новини
- Адвокат та дружина автомайданівця Кравцова звертаються до апеляційного суду
- «Автомайданівець» Олександр Кравцов перебуває в Оболонському відділку міліції, його статус іще не визначено
- 5 лютого — літературний марафон на підтримку Олександра Кравцова
- До Оболонського суду, де судят автомайданівців, не пускали журналістів із камерами
- Автомайданівця Кравцова суд заарештував на два місяці, як і п'ятьох інших [Архівовано 9 червня 2014 у Wayback Machine.]
- Ще мінімум двох «автомайданівців» знайшли у міліції [Архівовано 25 листопада 2014 у Wayback Machine.]
- Суд по обіді вирішить долю 19 автомайданівців та людей Майдан [Архівовано 25 листопада 2014 у Wayback Machine.]
- Серед затриманих «автомайданівців» — чоловік письменниці й екс-редактора «Телекритики» Олесі Мамчич
- Еще троих активистов автомайдана Апелляционный суд Киева отпустил под домашний арест [Архівовано 24 лютого 2014 у Wayback Machine.]
- [Архівовано 4 березня 2016 у Wayback Machine.]
- (рос.)Закон об амнистии: что думают родственники задержанных активистов Майдана [Архівовано 7 березня 2014 у Wayback Machine.]
- затриманого автомайданівця: «Прорвемося!»[недоступне посилання з липня 2019]
- Затримано чоловіка поетки Олесі Мамчич [Архівовано 28 березня 2015 у Wayback Machine.]
- УКРАЇНСЬКА ЛІТЕРАТУРНА ГАЗЕТА
- Чоловік поетеси Олесі Мамчич знайшовся [Архівовано 18 січня 2017 у Wayback Machine.]
- Письменники ходили до суду визволяти учасника Автомайдану [Архівовано 9 вересня 2014 у Wayback Machine.]
- тижня: Чорний четвер автомайдану [Архівовано 9 серпня 2014 у Wayback Machine.]
- Чоловік поетеси Олесі Мамчич знайшовся [Архівовано 27 січня 2014 у Wayback Machine.]
- канал (відео)
- Суд відпустив викраденого Беркутом автомайданівця під домашній арешт [Архівовано 9 березня 2016 у Wayback Machine.]
- [недоступне посилання з липня 2019]
- Ще одного «автомайданівця» знайшли у міліції [Архівовано 23 липня 2014 у Wayback Machine.]
- Олеся Мамчич [Архівовано 18 січня 2017 у Wayback Machine.]
- Двох автомайданівців знайшли в Оболонському райвідділу міліції [Архівовано 24 вересня 2015 у Wayback Machine.]
- [недоступне посилання з липня 2019]
- Справу проти автомайданівця Кравцова закрили [Архівовано 25 листопада 2014 у Wayback Machine.]
- Влада вирішила, що неправильно закрила справу проти автомайданівця Кравцова [Архівовано 25 листопада 2014 у Wayback Machine.]

### Спогади
- Яна Дубинянська про виступ на Арсеналі з читанням спогадів [Архівовано 5 грудня 2014 у Wayback Machine.]
- У книзі: (пол.)Marcin Wyrwal. I zejdze na ich głowy nasz gniew! świat książki, Warsyawa, 2014

1. 1 2 3 4  Чеська національна авторитетна база даних
2. ↑  Весела Абетка. Читанка. Олеся МАМЧИЧ «А на нас упав ананас». abetka.ukrlife.org. Архів оригіналу за 8 лютого 2020. Процитовано 11 березня 2020.
3. ↑  Олеся Мамчич. Сонце пішло у декрет, В'ячеслав Левицький | КРИТИКА. krytyka.com (укр.). Архів оригіналу за 11 серпня 2020. Процитовано 11 березня 2020.
4. ↑  Стали відомі лауреати премії імені Лесі Українки у 2022 році. Укрінформ. 26 грудня 2022. Архів оригіналу за 3 червня 2023. Процитовано 14 жовтня 2023.
5. ↑  1576.ua - Постаті - Мамчич Олеся. 1576.ua. Архів оригіналу за 12 вересня 2019. Процитовано 11 березня 2020.
6. ↑  An appeal to the representatives of countries who are expected to travel to the World Cup football games in Russia [Архівовано 22 червня 2018 у Wayback Machine.] Open Democracy, 06.06.2018